# Astroloma microdonta
Astroloma microdonta är en ljungväxtart som beskrevs av Ferdinand von Mueller och George Bentham. Astroloma microdonta ingår i släktet Astroloma och familjen ljungväxter. Inga underarter finns listade i Catalogue of Life.